# Taisiya Onofrichuk
Taisiya Onofrichuk (en ucraniano: Таїсія Онофрійчук; Kiev, 26 de mayo de 2008) es una deportista ucraniana que compite en gimnasia rítmica, en la modalidad individual. Ganó seis medallas en el Campeonato Europeo de Gimnasia Rítmica, en los años 2024 y 2025.

## Palmarés internacional
| Campeonato Europeo | Campeonato Europeo | Campeonato Europeo | Campeonato Europeo  |
| Año                | Lugar              | Medalla            | Prueba              |
| ------------------ | ------------------ | ------------------ | ------------------- |
| 2024               | Budapest (Hungría) | Medalla de bronce  | Aro                 |
| 2025               | Tallin (Estonia)   | Medalla de oro     | Concurso individual |
| 2025               | Tallin (Estonia)   | Medalla de plata   | Mazas               |
| 2025               | Tallin (Estonia)   | Medalla de plata   | Equipo              |
| 2025               | Tallin (Estonia)   | Medalla de bronce  | Aro                 |
| 2025               | Tallin (Estonia)   | Medalla de bronce  | Cinta               |